# Le Nain

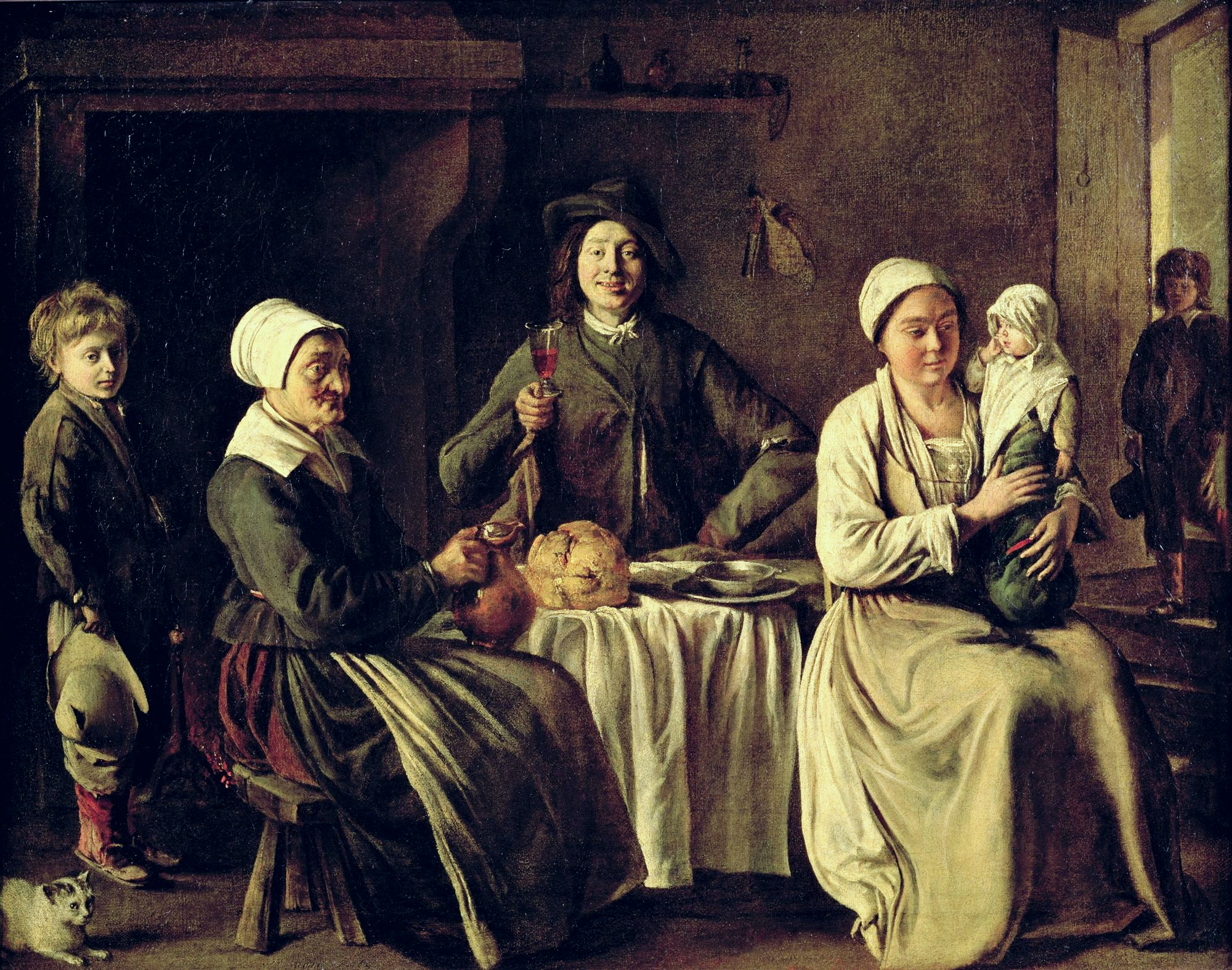
Den lyckliga familjen av Louis Le Nain 1642, Louvren, Paris

Le Nain var tre franska bröder, alla konstnärer: Louis (omkring 1593-1648), Antoine (omkring 1598-1648) och Mathieu (även kallad Le Chevalier) (1607-1677).
De var födda i Laon, och brödernas verk är så lika att forskarna har haft svårt att avgöra vilka verk som är skapade av vilken broder.
Födelsestaden Laons intima kontakter med Flandern har påverkat deras realistiska och på samma gång stillsamt högtidliga bonde- och soldatskildringar, som markant skiljer sig från det samtida kungaförhärligande franska måleriet. 
Förutom bibliska bilder och porträtt målade de huvudsakligen scener ur bondelivet, av vilka flera finns på Louvren. De är i större format och tydligare uppbyggda än andra samtida nederländska bondescener och visar influenser från Caravaggio. National Gallery äger ett porträtt målat av Louis Le Nain.